# Roger Keil
Roger H. Keil (* 1957) ist ein deutsch-kanadischer Politologe und Stadtforscher. Er ist  Professor an der Faculty of Environmental Studies der York University in Toronto. Zudem ist er Direktor des City Institutes sowie Direktor des Canadian Centre for German and European Studies an der York University in Toronto.

## Leben
Keils Forschungen behandeln im Wesentlichen Prozesse der Stadtentwicklung, im Speziellen im Kontext der Aushandlungsprozesse politischer Steuerung von Global Cities. Im Weiteren beschäftigt er sich seit den 1990er-Jahren mit dem globalen Phänomen der Suburbanisierung und dem Konzept der Zwischenstadt. Mehrere Beiträge verfasste er in dieser Zeit gemeinsam mit Klaus Ronneberger. In den frühen 2000er-Jahren erweiterte er seine Forschungen um die Zusammenhänge von Globalen Städten und der Verbreitung von Infektionskrankheiten. Seit jeher und geprägt durch seinen Lehrstuhl an der Faculty of Environmental Studies der York University hat Keil zahlreiche Forschungen zur Politischen Ökologie betrieben. Roger Keil ist Mitbegründer des International Network for Urban Research and Action INURA sowie Mitherausgeber des International Journal of Urban and Regional Research.

## Schriften
- Keil, Roger (ed. with Douglas Young and Patricia B. Wood) (2011): In-Between Infrastructure: Urban Connectivity in an Age of Vulnerability. Praxis(e) Press, Kelowna, BC. ISBN 978-0-9865387-5-9
- Keil, Roger (ed. with Rianne Mahon)(2009): Leviathan Undone? Towards a Political Economy of Scale. UBC Press, Vancouver. ISBN 9780774816311
- Keil, Roger (with Julie-Anne Boudreau and Douglas Young)(2009): Changing Toronto: Governing Urban Neoliberalism. UTP, Toronto. ISBN 9781442600935
- Keil, Roger (ed. with Harris Ali)(2008): Networked Disease: Emerging Infections in the Global City. Wiley-Blackwell Studies in Urban and Social Change Series, Oxford. ISBN 1405161345
- Keil, Roger (ed. with N. Brenner)(2006): The Global Cities Reader. Routledge. ISBN 9780415323451
- Keil, Roger (with G. Desfor) (2004): Nature and the City: Making Environmental Policy in Toronto and Los Angeles. University of Arizona Press, Nature and Society Series, Tucson. ISBN 0816523738
- Keil, Roger (2001): Weltstadt. Stadt der Welt. Internationalisierung und lokale Politik in Los Angeles. Verlag Westfälisches Dampfboot, Münster. ISBN 3-924550-76-X